# Beja (Portugal)
Beja [ˈbɛʒɐ]ⓘ es una ciudad de Portugal, capital del distrito homónimo, en el interior sur del estado portugués, región conocida como el Alentejo, y que pertenecen a la comunidad intermunicipal de Baixo Alentejo (Bajo Alentejo); es sede de la Diócesis de Beja, y tiene 25 024 habitantes en su área urbana.
Es la cabecera de uno de los mayores municipios de Portugal, con 1146,44 km² y 33 401 habitantes (2021), y se divide en doce freguesias. La ciudad limita al norte con los municipios de Cuba y Vidigueira, al este con Serpa, al sur con Mértola y Castro Verde y al oeste con Aljustrel y Ferreira do Alentejo.

## Historia
Se cree que la ciudad fue fundada alrededor del año 400 a. C. por los celtas o más probablemente por los conios, que la llamaron Conistorgis, estableciéndose los cartagineses allí durante algún tiempo. Las primeras referencias a esta ciudad aparecen en el siglo II a. C. en las historias de Polibio y Ptolomeo.
En la época romana, se cambió de nombre a Pax Julia y se organizó un conventus (distrito judicial) poco después de su fundación. Esta ciudad fue sede de una de las cuatro divisiones de la Lusitania, creadas en la época de Augusto.
Los alanos, suevos y visigodos gobernaron la ciudad después de la caída del Imperio romano, convirtiéndose en sede del obispado. En el siglo V, después de un breve período en el que fue la sede de la tribu de los alanos, los suevos se apoderaron de la ciudad, siendo sustituidos por los visigodos. En este momento la ciudad tiene el nombre de Paca.

Desde el siglo VIII hasta el año 1162, fue gobernada por los árabes, siendo la mayor parte del tiempo posesión de los Abadíes del Reino Taifa de Sevilla, que le cambió el nombre por el de Beja (hay otra ciudad con este nombre en Túnez). Aquí nació Al-Mutamid, célebre rey poeta que dedicó muchas de sus obras al amor de las doncellas y también a hombres jóvenes.

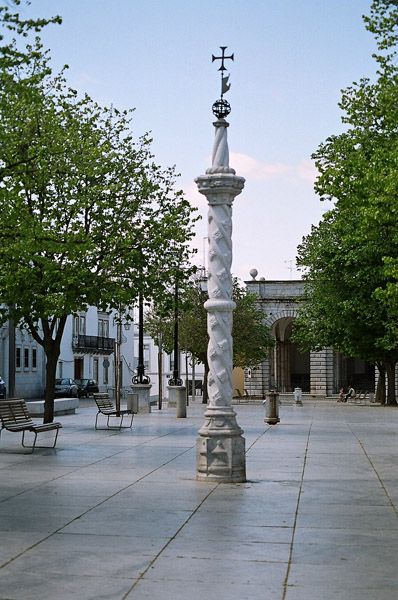
La picota de Beja

En el 1262, los cristianos reconquistaron la ciudad de forma permanente. Recibió la carta puebla en 1524 y se convirtió en ciudad en 1517. Beja fue la cuna de la familia Gouveia, notables educadores y humanistas del Renacimiento, que incluyó a Diogo de Gouveia (1471-1557), profesor de Francisco Javier y el consejero de los reyes Manuel I y el Juan III de Portugal, quien recomendó la llegada de los jesuitas; a André de Gouveia (1497-1548), humanista, decano de la Universidad de París y fundador de la Real Colégio das Artes e Humanidades en Coímbra y al humanista Antonio de Gouveia.
Creado por el rey Alfonso V de Portugal en 1453, el título de duque de Beja fue asignado a su segundo hijo varón, y a la institución de la Casa del Infantado en 1654 por el rey Juan IV, tomándolo como base.

## Clima
Beja tiene un clima mediterráneo Csa (templado con verano seco y caluroso) según la clasificación climática de Köppen. 
| Parámetros climáticos promedio de Beja en el periodo 1971-2000 | Parámetros climáticos promedio de Beja en el periodo 1971-2000 | Parámetros climáticos promedio de Beja en el periodo 1971-2000 | Parámetros climáticos promedio de Beja en el periodo 1971-2000 | Parámetros climáticos promedio de Beja en el periodo 1971-2000 | Parámetros climáticos promedio de Beja en el periodo 1971-2000 | Parámetros climáticos promedio de Beja en el periodo 1971-2000 | Parámetros climáticos promedio de Beja en el periodo 1971-2000 | Parámetros climáticos promedio de Beja en el periodo 1971-2000 | Parámetros climáticos promedio de Beja en el periodo 1971-2000 | Parámetros climáticos promedio de Beja en el periodo 1971-2000 | Parámetros climáticos promedio de Beja en el periodo 1971-2000 | Parámetros climáticos promedio de Beja en el periodo 1971-2000 | Parámetros climáticos promedio de Beja en el periodo 1971-2000 |
| Mes                                                            | Ene.                                                           | Feb.                                                           | Mar.                                                           | Abr.                                                           | May.                                                           | Jun.                                                           | Jul.                                                           | Ago.                                                           | Sep.                                                           | Oct.                                                           | Nov.                                                           | Dic.                                                           | Anual                                                          |
| -------------------------------------------------------------- | -------------------------------------------------------------- | -------------------------------------------------------------- | -------------------------------------------------------------- | -------------------------------------------------------------- | -------------------------------------------------------------- | -------------------------------------------------------------- | -------------------------------------------------------------- | -------------------------------------------------------------- | -------------------------------------------------------------- | -------------------------------------------------------------- | -------------------------------------------------------------- | -------------------------------------------------------------- | -------------------------------------------------------------- |
| Temp. máx. media (°C)                                          | 13.9                                                           | 15.3                                                           | 18.3                                                           | 19.3                                                           | 23.4                                                           | 28.7                                                           | 32.8                                                           | 32.6                                                           | 29.3                                                           | 23.2                                                           | 18.0                                                           | 14.7                                                           | 22.5                                                           |
| Temp. media (°C)                                               | 9.6                                                            | 10.7                                                           | 12.6                                                           | 14.0                                                           | 16.9                                                           | 21.0                                                           | 24.2                                                           | 24.3                                                           | 22.2                                                           | 17.8                                                           | 13.5                                                           | 10.8                                                           | 16.5                                                           |
| Temp. mín. media (°C)                                          | 5.3                                                            | 6.0                                                            | 7.0                                                            | 8.2                                                            | 10.4                                                           | 13.4                                                           | 15.6                                                           | 15.9                                                           | 15.1                                                           | 12.3                                                           | 8.9                                                            | 6.8                                                            | 10.4                                                           |
| Precipitación total (mm)                                       | 73.7                                                           | 61.5                                                           | 42.5                                                           | 62.2                                                           | 47.0                                                           | 17.6                                                           | 2.9                                                            | 4.0                                                            | 24.7                                                           | 63.3                                                           | 71.8                                                           | 100.6                                                          | 571.8                                                          |
| Días de precipitaciones (≥ 1 mm)                               | 12.3                                                           | 11.2                                                           | 9.3                                                            | 12.4                                                           | 9.7                                                            | 4.7                                                            | 1.7                                                            | 1.7                                                            | 5.1                                                            | 10.0                                                           | 10.1                                                           | 13.0                                                           | 101.2                                                          |
| [cita requerida]                                               |                                                                |                                                                |                                                                |                                                                |                                                                |                                                                |                                                                |                                                                |                                                                |                                                                |                                                                |                                                                |                                                                |

## Monumentos y lugares de interés

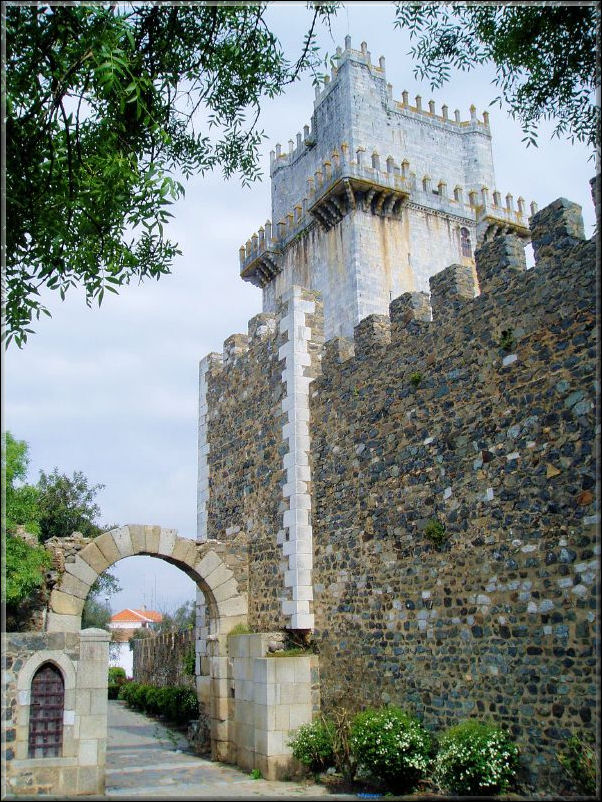
Castillo de Beja con un arco romano

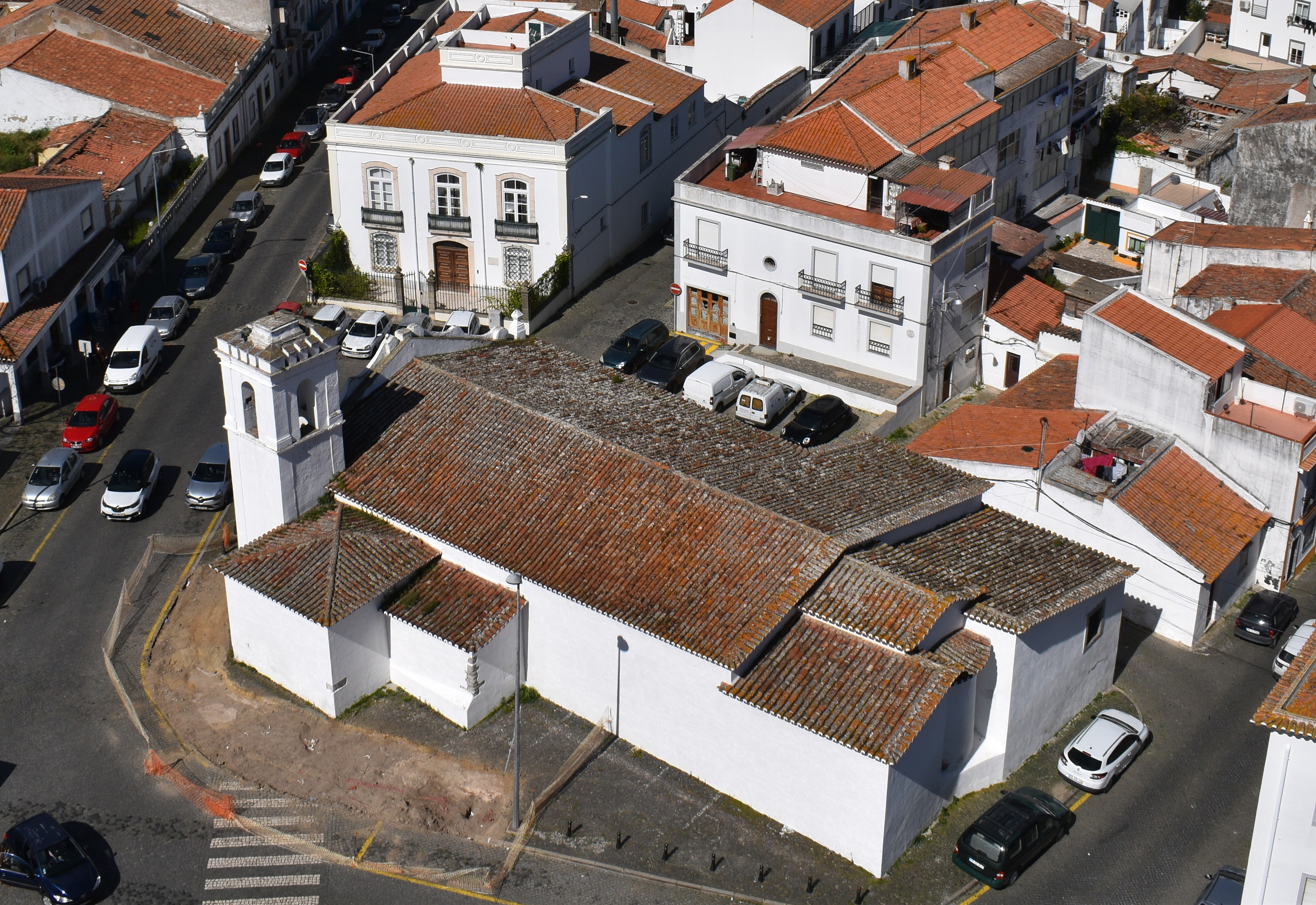
Iglesia de Santo Amaro

Los monumentos más destacados son el Castillo de Beja con dos arcos romanos y una torre del homenaje que mide 40 metros de alto, la Catedral de Beja, la iglesia Igreja Matriz de Santa Maria da Feira, el monasterio Ermida de Santo André construido en el siglo XVI, el Ayuntamiento inaugurado en 1881 y la muralla medieval. La Puerta de Aljustrel es la puerta más importante de la muralla. La iglesia Igreja de Santo Amaro, construida en el siglo V, es una de las iglesias más antiguas de Portugal.

## Freguesias
Las freguesias de Beja son las siguientes:
- Albernoa e Trindade
- Baleizão
- Beja (Salvador e Santa Maria da Feira)
- Beja (Santiago Maior e São João Baptista)
- Beringel
- Cabeça Gorda
- Nossa Senhora das Neves
- Salvada e Quintos
- Santa Clara de Louredo
- Santa Vitória e Mombeja
- São Matias
- Trigaches e São Brissos

## Demografía
| Gráfica de evolución demográfica de Beja entre 1801 y 2021 |
|                                                            |
| Datos según el nomenclátor publicado por el INE portugués. |

## Parques
El Jardim Gago Coutinho e Sacadura Cabral, fundado en 1870, se sitúa en el centro de la ciudad. Se trata de un parque bien cuidado con un pabellón, una pergola, varios monumentos y fuentes. El mural cerámico de la entrada demuestra una escena de la reconquista.